# Lorenzo Strozzi
Lorenzo Strozzi (Florença, 3 de dezembro de 1523 - Avignon, 14 de dezembro de 1571) foi um cardeal do século XVII

## Biografia
Nasceu em Florença em 3 de dezembro de 1523. Filho de Filippo Strozzi e Clarice de' Medici, sobrinha do Papa Leão X e tia de Catarina de Médici, rainha da França. Seu sobrenome também está listado como d'Estrosse.
Estudos iniciais com Benedetto Varchi; mais tarde, frequentou a Universidade de Pádua, onde estudou direito..
Entrou no exército na França; tornou-se capitão e lutou contra os calvinistas em Languedoc sob o rei Henrique II. Persuadido por sua prima, a rainha Catarina de 'Medici da França, ingressou no estado eclesiástico. Conselheiro de estado. Abade commendatario de Saint-Victor de Marselha e de Saint-Marie di Staffarda. Nomeado bispo de Béziers pelo rei da França..
Clérigo de Florença..
Eleito bispo de Béziers, em 7 de dezembro de 1547. Consagrado, em 8 de junho de 1550, Paris (sem mais informações encontradas). Governador da província de Narbonne..
Criado cardeal sacerdote no consistório de 15 de março de 1557; recebeu o gorro vermelho e o título de S. Balbina, em 20 de setembro de 1557. Participou do conclave de 1559, que elegeu o Papa Pio IV. Renunciou ao governo da diocese de Béziers antes de 9 de maio de 1561. Nomeado administrador da diocese de Alby, 9 de maio de 1561. Renunciou à abadia de Saint-Victor de Marselha, 1561. Não participou do conclave de 1565-1566, que elegeu o Papa Pio V. Promovido à sé metropolitana de Aix, em 6 de fevereiro de 1568. Renunciou à administração da diocese de Alby antes de 8 de fevereiro de 1568..
Morreu em Avignon em 14 de dezembro de 1571. Enterrado na igreja de Saint-Agricol, Avignon.